# Dichonia brunneomixta
Dichonia brunneomixta là một loài bướm đêm trong họ Noctuidae.